# Ove Ottesen Skeel
 Der er flere personer med dette navn, se Ove Skeel.
Ove Ottesen Skeel (ca. 1677 – 1723) var en dansk godsejer.

## Uddannelse
Han var søn af amtmand Otte Skeel og Sophie Rosenkrantz, var 1686 udenlands med broderen Jørgen Otto, som døde i udlandet 1690, og blev samme år immatrikuleret ved universitet i Leiden, studerede 1688 ved universitetet i Oxford og blev efter sin hjemkomst 1689 kammerjunker.

## Strid om Stamhuset Birkelse
Skeel giftede sig samtidig med en tysk dame ved navn Charlotte Frederikke Trautenberg. På grund af dette giftermål blev han udelukket fra at arve Stamhuset Birkelse af faderen, hvilket først måtte ske, når hans tyske hustru var død; Ove Skeel ville imidlertid tiltrodse sig med familiebolig på Birkelse og lagde fætteren Christopher Skeel, der ifølge erektionsbrevet var tiltrådt stamhuset, flere hindringer i vejen med hensyn til, hvad denne kunne ønske at indrette anderledes på gården. Der udgik derfor kongelig ordre til justitsråd Christopher Bartholin og kancelliråd Bernt Due om at tilkendegive Ove Skeel, at han straks skulle forlade gård og gods, hvis han ikke ville lide straf for sin genstridighed. Ove flyttede derefter til Dybvad, men også denne gård måtte han forlade, da Ide Sophie Skeel klagede over hans hårde fremfærd der på gården, hvorved hun var blevet nødt til at vige fra. I juli 1697 fik Christopher Bartholin derfor befaling til at pålægge Ove Skeel uden ophold og udflugt at drage fra denne gård og dens gods. Derefter ser man, at Ove Skeel, der tog ophold i Aalborg, kun med utilfredshed har fundet sig i, at andre havde faderens ejendomme. og derfor også stadig klagede over disse. Også af et andet sted i bisp Jens Bircherods dagbog (26. december 1700) ses, at Ove Skeel jævnligt besøgte bispen; her hedder det: "besøgte mig Kammerjunker Ove Skeel, der sagde, at han i dag var blevet skammerød i Frue Kirke, da Mag. Iac. Langbæk i Høimesse takkede for Offer, og lagde i samme sin Taksigelsestale en umaadelig Berømmelse paa hanerup." Endnu i året 1706 levede Ove Skeel i Aalborg, hvilket erfares af en af ham udstedt attest om faderens gave til Vor Frue Kirke i Aalborg.

## Skeel tiltræder stamhuset
I året 1711 var Ove Skeels tyske hustru død og ifølge erektionsbrevet tiltrådte han da Stamhuset Birkelse. Stamhuset, der efter Christopher Skeels død var gået i arv til Anders Skeel og efter dennes død var tillagt hans enke, således som erektionsbrevet tillader, afleveredes nu af bemeldte enke, Sophie Amalie Vind, men der opstod straks strid mellem hende og Ove Skeel angående afleveringen, i hvilken strid i året 1712 beskikkedes til voldgiftsmænd baron Frederik Krag, nu etatsråd Christopher Bartolin, biskop Bartholomæus Deichman og landsdommer Thøger Reenberg.

## Andet ægteskab
Ove Skeel giftede sig derefter 1714 med komtesse Sophie Hedevig Rantzau, en datter af grev Otto Rantzau til Asdal og Sophie Amalie Krag, og bestemte han, at hun efter hans død skulle besidde stamhuset, så længe hun forblev i sin enkestand. Hendes fader Otto Rantzau var søn af Frederik Rantzau og Ide Skeel.
Ove Skeel døde i året 1723 (mellem 3. marts og 5. juni) og hans enke Sophie Hedvig Rantzau, med hvem han ingen børn havde, overtog nu stamhuset. Birkelses arkiv viser, at kongen 5. juni 1723 sælger noget gods til baronesse Sophie Hedevig Rantzau, "ang. Ove Scheels Enke til Birkelse"; den 3. marts samme år nævnes i et dokument Ove Skeel som stamherre. Andre sætter hans død til 1715. Ove Skeel var patron for de Skeelske Legarer til Universitet fra 1715 til 1723.
Sophie Hedevig Rantzau var født den 9. november 1690. Hun levede som enke efter Skeel til 1735, da hun giftede sig med general Christian Frederik von Levetzau til Restrup og måtte nu afstå stamhuset til Holger Skeel, søn af Anders Skeel og Sophie Amalie Vind. Sophie Hedevig Rantzau døde først i året 1775 som enke efter Levetzau og som besidderinde af det af oprettede Stamhus Restrup.
Som enke efter Skeel ejede Sophie Hedevig Rantzau Birkumgård på Gjøl (Hvetbo Herred), hvor hun byggede en skole. Ove Skeel havde ingen børn med nogen af sine to hustruer.
Han er begravet i Sønderholm Kirke.